# 小田桃花

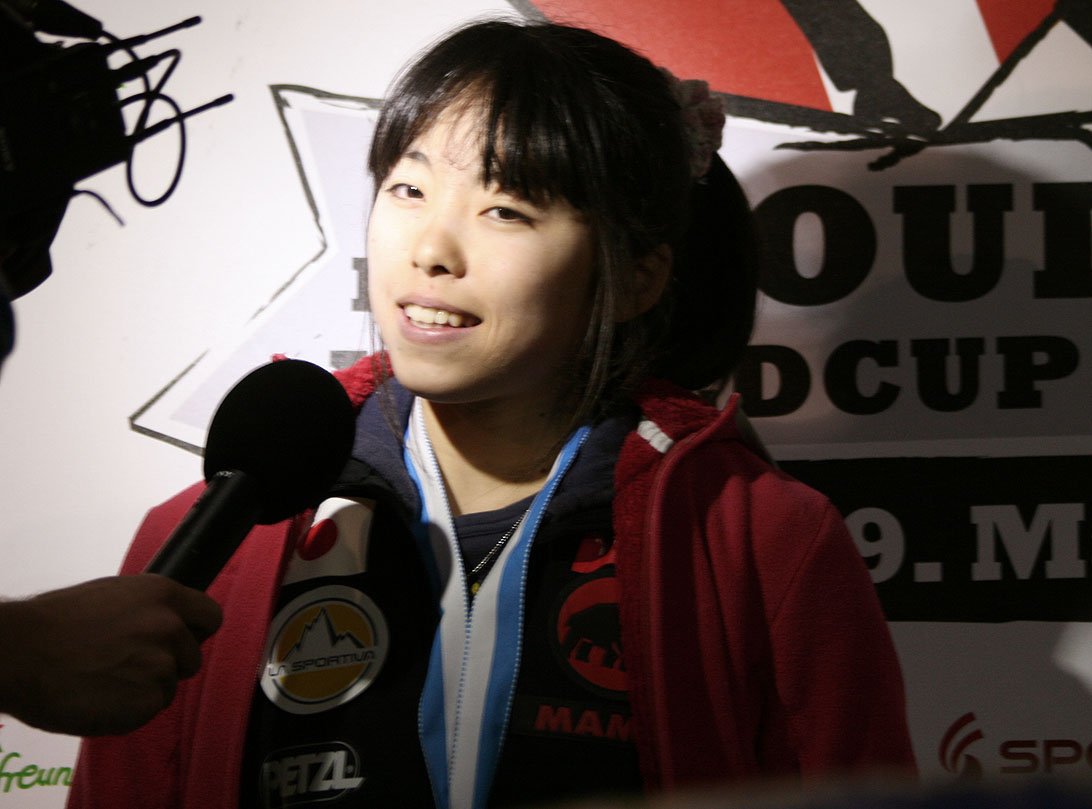
2010年ワールドカップウィーン大会にて

小田 桃花（おだ ももか、1994年3月6日 - ）は、日本のスポーツクライマー。2012年8月、オーストリアイムストで開催されたIFSCクライミングワールドカップリード部門で日本人女子として初優勝した。IFSCクライミングワールドカップ・2013年世界ランキング：リード部門3位、ボルダー部門７位、種目総合3位。

## 経歴
山口県出身。山口市のイベント会場で山口県山岳連盟が催したクライミング教室に参加したのがきっかけで、クライミングを始める（当時7歳）。山口市立小郡中学校在学中の2008年、14歳でワールドユース選手権（オーストラリア・シドニー大会）ユースB（16歳未満）で優勝し、頭角をあらわす。
山口県立防府高等学校在学中の、2010年5月のワールドカップのボルダリング部門、オーストリア（ウィーン）大会でワールドカップ初出場にて準優勝。世界的な注目を浴びる。山口県立大学国際文化学科に進学し、スポーツクライミング部に所属。2012年にはワールドカップリード部門で総合優勝も果たす。
しかし、オーバートレーニングの影響で体重のコントロールが利かなくなり、指は腱鞘炎を起こすなどしたことから、2013年8月を最後に競技の一戦を離れる決断をする。その後現役に復帰、2017年に行われた愛顔つなぐえひめ国体山岳競技成年女子ボルダリング部門で個人1位（ペアで争う団体で2位）となり、復活を遂げた。
現在はクライミングジムのスタッフとして働いている。

## 競技会の戦績
- 2007年　第3回ボルダリングジャパンカップ竹田大会　準優勝
- 2008年
  - 第22回リードジャパンカップ竹田大会　優勝
  - ワールドユース選手権オーストラリア(シドニー)大会 ユースB（16歳未満）　優勝
  - B-Session　優勝
- 2009年
  - 第5回ボルダリングジャパンカップ深谷大会　準優勝
  - 第23回リードジャパンカップ上越大会　準優勝
- 2010年
  - 第24回リードジャパンカップ印西大会　優勝
  - ワールドカップボルダリング部門オーストリア（ウィーン）大会　準優勝
  - 第1回高校生クライミング選手権大会（加須市）　優勝
- 2011年
  - 第25回リードジャパンカップ山口大会　優勝
  - ワールドユース選手権オーストリア（イムスト）大会 ユースA（16,17歳）　準優勝
  - B-Session　優勝
- 2012年
  - 第7回ボルダリングジャパンカップ長崎大会　準優勝
  - 第26回リードジャパンカップ岐阜大会　優勝
  - ワールドカップリード部門オーストリア（イムスト）大会　優勝
  - ワールドユース選手権シンガポール大会 ジュニア（18歳以上）優勝
  - ワールドカップリード部門スロベニア大会　準優勝
- 2013年
  - 第8回ボルダリング・ジャパンカップ東京大会　準優勝
  - ワールドカップボルダリング部門中国（重慶）大会　準優勝
  - ワールドカップリード部門オーストリア（イムスト）大会　準優勝
  - ワールドカップリード部門スロベニア（クラニ）大会　優勝